# Championnats de France d'athlétisme 1927
Navigation
Championnats 1926 Championnats 1928
Les Championnats de France d'athlétisme 1927 ont eu lieu les 6 et 7 août 1927 au Stade olympique de Colombes. Les épreuves féminines se sont déroulées le 10 juillet à Roubaix.

## Palmarès

### Femmes
| Discipline        | Athlète         | Performance  |
| ----------------- | --------------- | ------------ |
| 80 m              | Lucienne Velu   | 10 s 4       |
| 200 m             | Lucienne Velu   | 27 s 2       |
| 1 000 m           | Ginette Joly    | 3 min 14 s 4 |
| 80 m haies        | Geneviève Laloz | 13 s 2       |
| Saut en hauteur   | Lucienne Viel   | 1,45 m       |
| Saut en longueur  | Lucienne Viel   | 5,20 m       |
| Lancer du poids   | Lucie Diagre    | 9,80 m       |
| Lancer du disque  | Lucienne Velu   | 35,14 m      |
| Lancer du javelot | Simone Warnier  | 26,40 m      |

### Hommes
| Discipline        | Athlète          | Performance   |
| ----------------- | ---------------- | ------------- |
| 100 m             | Maurice Degrelle | 11 s 0        |
| 200 m             | Maurice Degrelle | 22 s 8        |
| 400 m             | René Féger       | 49 s 6        |
| 800 m             | Séraphin Martin  | 1 min 52 s 8  |
| 1 500 m           | Séraphin Martin  | 3 min 59 s 6  |
| 5 000 m           | Maurice Norland  | 15 min 16 s 0 |
| 10 000 m          | Seghir Beddari   | 32 min 18 s 0 |
| 110 m haies       | Gabriel Sempé    | 15 s 8        |
| 400 m haies       | Maurice Saugeron | 56 s 2        |
| 3 000 m steeple   | Maurice Norland  | 10 min 7 s 4  |
| Saut en hauteur   | Jean Sabatier    | 1,80 m        |
| Saut à la perche  | Maurice Vautier  | 3,65 m        |
| Saut en longueur  | Paul Couillaud   | 6,91 m        |
| Lancer du poids   | Edouard Duhour   | 13,56 m       |
| Lancer du disque  | Daniel Pierre    | 41,28 m       |
| Lancer du marteau | Louis Raimbourg  | 39,02 m       |
| Lancer du javelot | Emmanuel Degland | 58,00 m       |